# Комсомолец (крейсер)
«Комсомолец» (до 29 октября 1958 года — «Валерий Чкалов») — советский крейсер проекта 68-К. В 1958 году переклассифицирован в учебный лёгкий крейсер.

## История строительства
Заводской номер: 306.
- 31 августа 1939 года — заложен на ССЗ № 189 (Балтийское объединение, Ленинград).
- 25 сентября 1940 года — зачислен в списки ВМФ.
- 10 сентября 1941 года — приостановлено строительство и законсервирован, достроен после ВОВ.
- 25 октября 1947 года — спущен на воду.
- 25 октября 1950 года — введен в строй.

## История службы
- 22 апреля 1951 года — введен в состав 8-го ВМФ.
- 24 декабря 1955 года — переведен в ДКБФ.
- 18 апреля 1958 года — выведен из боевого состава ВМФ и переклассифицирован в учебный КРЛ.
- 29 октября 1958 года — переименован в «Комсомолец».
- 1962 год - во главе отряда кораблей (ЭМ "Справедливый" и "Светлый") нанёс визит в Копенгаген (Дания).
- 28 мая 1973 года — переведен в ЛенВМБ.
- 28 января 1976 года — переведен в ДКБФ.
- 27 сентября 1979 года — разоружен и исключен из состава ВМФ.
- 31 декабря 1979 года — расформирован.
- 1980 год — разделан на металл на базе «Главвторчермета» в г. Лиепая.

## Командиры
- 11.1953 — 09.1955 — Леут, Леонид Григорьевич,
- ?1963-1967 капитан 2 ранга Таважнянский,
- 1967 Иванов,
- 1968 Капитан 3 ранга Соломатин В.И.
- ? — ? Галин,
- ? —  капитан 1-го ранга Колондырец.
- ? −1974-1977- ? капитан 2 ранга Денисюк Владимир.
- 1977 - 1979 капитан первого ранга Марухин Владимир Александрович